# Гессиан функции
Гессиан функции — симметрическая квадратичная форма, описывающая поведение функции во втором порядке.
Для функции {\displaystyle f}, дважды дифференцируемой в точке {\displaystyle x\in \mathbb {R} ^{n}}
{\displaystyle H(x)=\sum _{i=1}^{n}\sum _{j=1}^{n}a_{ij}x_{i}x_{j}}
или
{\displaystyle H(z)=\sum _{i=1}^{n}\sum _{j=1}^{n}a_{ij}z_{i}{\overline {z}}_{j}}
где {\displaystyle a_{ij}=\partial ^{2}f/\partial x_{i}\partial x_{j}} (или {\displaystyle a_{ij}=\partial ^{2}f/\partial z_{i}\partial {\overline {z}}_{j}}) и функция {\displaystyle f} задана на {\displaystyle n}-мерном вещественном пространстве {\displaystyle \mathbb {R} ^{n}} (или комплексном пространстве {\displaystyle \mathbb {C} ^{n}}) с координатами {\displaystyle x_{1},\ldots ,x_{n}} (или {\displaystyle z_{1},\ldots ,z_{n}}). В обоих случаях гессиан — квадратичная форма, заданная на касательном пространстве, не меняющаяся при линейных преобразованиях переменных. Гессианом также часто называют и определитель матрицы {\displaystyle (a_{ij}),} см. ниже.

## Матрица Гессе
Матрица этой квадратичной формы образована вторыми частными производными функции. Если все производные существуют, то
{\displaystyle H(f)={\begin{bmatrix}{\frac {\partial ^{2}f}{\partial x_{1}^{2}}}&{\frac {\partial ^{2}f}{\partial x_{1}\,\partial x_{2}}}&\cdots &{\frac {\partial ^{2}f}{\partial x_{1}\,\partial x_{n}}}\\\\{\frac {\partial ^{2}f}{\partial x_{2}\,\partial x_{1}}}&{\frac {\partial ^{2}f}{\partial x_{2}^{2}}}&\cdots &{\frac {\partial ^{2}f}{\partial x_{2}\,\partial x_{n}}}\\\\\vdots &\vdots &\ddots &\vdots \\\\{\frac {\partial ^{2}f}{\partial x_{n}\,\partial x_{1}}}&{\frac {\partial ^{2}f}{\partial x_{n}\,\partial x_{2}}}&\cdots &{\frac {\partial ^{2}f}{\partial x_{n}^{2}}}\end{bmatrix}}}
Определитель этой матрицы называется определителем Гессе, или просто гессианом.
Матрицы Гессе используются в задачах оптимизации методом Ньютона.
Полное вычисление матрицы Гессе может быть затруднительно, поэтому были разработаны квазиньютоновские алгоритмы, основанные на приближённых выражениях для матрицы Гессе. Наиболее известный из них — алгоритм Бройдена — Флетчера — Гольдфарба — Шанно.

## Симметрия матрицы Гессе
Смешанные производные функции f — это элементы матрицы Гессе, стоящие не на главной диагонали. Если они непрерывны, то порядок дифференцирования не важен:
{\displaystyle {\frac {\partial }{\partial x_{i}}}\left({\frac {\partial f}{\partial x_{j}}}\right)={\frac {\partial }{\partial x_{j}}}\left({\frac {\partial f}{\partial x_{i}}}\right)}
Это можно также записать как
{\displaystyle f_{x_{i}x_{j}}=f_{x_{j}x_{i}},\quad \forall i,j\in \{1,\ldots ,n\}.}
В этом случае матрица Гессе симметрична.

## Критические точки функции
Если градиент {\displaystyle f} (её векторная производная) равен нулю в некоторой точке {\displaystyle x_{0}}, то эта точка называется критической. Достаточным условием существования экстремума в этой точке является знакоопределённость гессиана f (понимаемого в данном случае как квадратичная форма), а именно:
- если гессиан положительно определён, то {\displaystyle x_{0}} — точка локального минимума функции {\displaystyle f(x)},
- если гессиан отрицательно определён, то {\displaystyle x_{0}} — точка локального максимума функции {\displaystyle f(x)},
- если гессиан не является знакоопределённым (принимает как положительные, так и отрицательные значения) и невырожден {\displaystyle (\det H(f)\neq 0)}, то {\displaystyle x_{0}} — седловая точка функции {\displaystyle f(x)}.

## Вариации и обобщения

### Вектор-функции
Если {\displaystyle f} — вектор-функция, то есть
{\displaystyle f=(f_{1},f_{2},\dots ,f_{n}),}
то её вторые частные производные образуют не матрицу, а тензор ранга 3, который можно рассматривать как массив из {\displaystyle n} матриц Гессе:
{\displaystyle H(f)=\left(H(f_{1}),\ldots ,H(f_{n})\right).}
При {\displaystyle n=1} данный тензор вырождается в обычную матрицу Гессе.

### Окаймлённый гессиан
При решении задачи нахождения условного экстремума функции {\displaystyle f:\mathbb {R} ^{n}\rightarrow \mathbb {R} } с ограничениями
{\displaystyle \left\{{\begin{array}{c}g_{1}(x)=0,\\\vdots \\g_{m}(x)=0,\end{array}}\right.}
где {\displaystyle x\in \mathbb {R} ^{n}}, {\displaystyle m<n}, для проверки достаточных условий экстремума можно использовать так называемый окаймлённый гессиан функции Лагранжа {\displaystyle L(x,\lambda )}, который будет иметь вид
{\displaystyle \left({\begin{array}{cc}{\dfrac {\partial ^{2}L}{\partial x^{2}}}&{\dfrac {\partial ^{2}L}{\partial x\partial \lambda }}\\\left({\dfrac {\partial ^{2}L}{\partial x\partial \lambda }}\right)^{\mathrm {T} }&{\dfrac {\partial ^{2}L}{\partial \lambda ^{2}}}\end{array}}\right)=\left({\begin{array}{cccccc}{\dfrac {\partial ^{2}L}{\partial x_{1}^{2}}}&\ldots &{\dfrac {\partial ^{2}L}{\partial x_{1}\partial x_{n}}}&{\dfrac {\partial g_{1}}{\partial x_{1}}}&\ldots &{\dfrac {\partial g_{m}}{\partial x_{1}}}\\\vdots &\ddots &\vdots &\vdots &\ddots &\vdots \\{\dfrac {\partial ^{2}L}{\partial x_{n}\partial x_{1}}}&\ldots &{\dfrac {\partial ^{2}L}{\partial x_{n}^{2}}}&{\dfrac {\partial g_{1}}{\partial x_{n}}}&\ldots &{\dfrac {\partial g_{m}}{\partial x_{n}}}\\{\dfrac {\partial g_{1}}{\partial x_{1}}}&\ldots &{\dfrac {\partial g_{1}}{\partial x_{n}}}&0&\ldots &0\\\vdots &\ddots &\vdots &\vdots &\ddots &\vdots \\{\dfrac {\partial g_{m}}{\partial x_{1}}}&\ldots &{\dfrac {\partial g_{m}}{\partial x_{n}}}&0&\ldots &0\end{array}}\right).}
Проверка достаточных условий экстремума заключается в вычислении знаков детерминантов определённого набора подматриц окаймлённого гессиана. Именно, если существуют {\displaystyle x^{*}\in \mathbb {R} ^{n}} и {\displaystyle \lambda ^{*}\in \mathbb {R} ^{m}} такие, что {\displaystyle \nabla L(x^{*},\lambda ^{*})=0} и
{\displaystyle (-1)^{m}{\mbox{det}}\left({\begin{array}{cccccc}{\dfrac {\partial ^{2}L}{\partial x_{1}^{2}}}&\ldots &{\dfrac {\partial ^{2}L}{\partial x_{1}\partial x_{p}}}&{\dfrac {\partial g_{1}}{\partial x_{1}}}&\ldots &{\dfrac {\partial g_{m}}{\partial x_{1}}}\\\vdots &\ddots &\vdots &\vdots &\ddots &\vdots \\{\dfrac {\partial ^{2}L}{\partial x_{p}\partial x_{1}}}&\ldots &{\dfrac {\partial ^{2}L}{\partial x_{p}^{2}}}&{\dfrac {\partial g_{1}}{\partial x_{p}}}&\ldots &{\dfrac {\partial g_{m}}{\partial x_{p}}}\\{\dfrac {\partial g_{1}}{\partial x_{1}}}&\ldots &{\dfrac {\partial g_{1}}{\partial x_{p}}}&0&\ldots &0\\\vdots &\ddots &\vdots &\vdots &\ddots &\vdots \\{\dfrac {\partial g_{m}}{\partial x_{1}}}&\ldots &{\dfrac {\partial g_{m}}{\partial x_{p}}}&0&\ldots &0\end{array}}\right)>0}
для {\displaystyle p=m+1,\ldots ,n}, то в точке {\displaystyle x^{*}} функция {\displaystyle f} имеет строгий условный минимум. Если же
{\displaystyle (-1)^{p}{\mbox{det}}\left({\begin{array}{cccccc}{\dfrac {\partial ^{2}L}{\partial x_{1}^{2}}}&\ldots &{\dfrac {\partial ^{2}L}{\partial x_{1}\partial x_{p}}}&{\dfrac {\partial g_{1}}{\partial x_{1}}}&\ldots &{\dfrac {\partial g_{m}}{\partial x_{1}}}\\\vdots &\ddots &\vdots &\vdots &\ddots &\vdots \\{\dfrac {\partial ^{2}L}{\partial x_{p}\partial x_{1}}}&\ldots &{\dfrac {\partial ^{2}L}{\partial x_{p}^{2}}}&{\dfrac {\partial g_{1}}{\partial x_{p}}}&\ldots &{\dfrac {\partial g_{m}}{\partial x_{p}}}\\{\dfrac {\partial g_{1}}{\partial x_{1}}}&\ldots &{\dfrac {\partial g_{1}}{\partial x_{p}}}&0&\ldots &0\\\vdots &\ddots &\vdots &\vdots &\ddots &\vdots \\{\dfrac {\partial g_{m}}{\partial x_{1}}}&\ldots &{\dfrac {\partial g_{m}}{\partial x_{p}}}&0&\ldots &0\end{array}}\right)>0}
для {\displaystyle p=m+1,\ldots ,n}, то в точке {\displaystyle x^{*}} функция {\displaystyle f} имеет строгий условный максимум.

## История
Понятие введено Людвигом Отто Гессе (1844), который использовал другое название. Термин «гессиан» был введён Джеймсом Джозефом Сильвестром.